# Uri Avnery

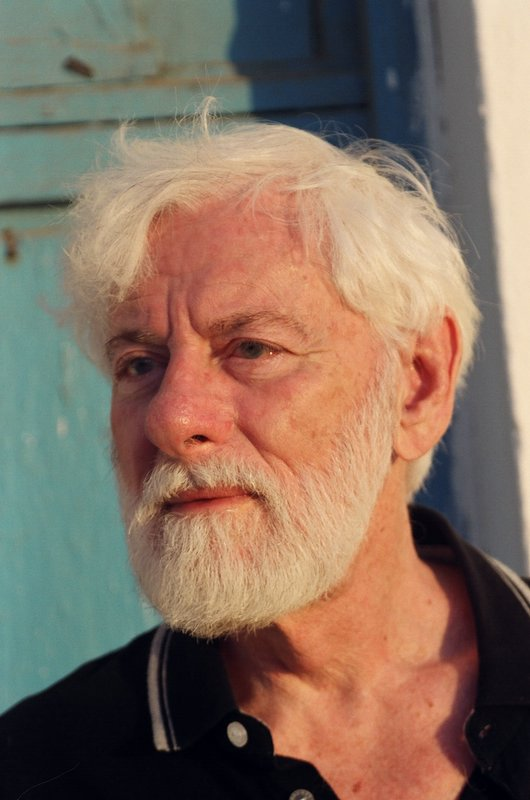
Uri Avnery (2006)

Uri Avnery (hebräisch אורי אבנרי; * 10. September 1923 in Beckum als Helmut Ostermann; † 20. August 2018 in Tel Aviv) war ein israelischer Journalist, Schriftsteller, Politiker und Friedensaktivist. Er war in drei Legislaturperioden (1965–1974 und 1979–1981) als Parlamentsabgeordneter für unterschiedliche linke Kleinparteien wie beispielsweise Meri in der Knesset vertreten.
Internationale Bekanntheit erlangte Avnery außer durch seine publizistische Arbeit vor allem ab 1993 als einer der maßgeblichen Gründer und Sprecher der Friedensorganisation Gusch Schalom. Für dieses Engagement wurde er 1997 mit dem Aachener Friedenspreis und 2001 zusammen mit seiner Frau Rachel Avnery und der Organisation selbst mit dem Right Livelihood Award (im Deutschen bekannter als „Alternativer Nobelpreis“) ausgezeichnet.

## Leben
Kurz nach dem Übertritt Avnerys ans Kaiserin-Auguste-Victoria-Gymnasium in Hannover, an dem er Mitschüler von Rudolf Augstein war, floh seine Familie 1933 mit ihm vor der NS-Diktatur nach Palästina. Nach mehreren Namenswechseln nahm er mit 19 Jahren die hebräische Version Uri Avnery an, nachdem er erst den Vornamen seines 1941 als Soldat der britischen Armee im Zweiten Weltkrieg gefallenen Bruders Werner zu Avner hebraisiert hatte.

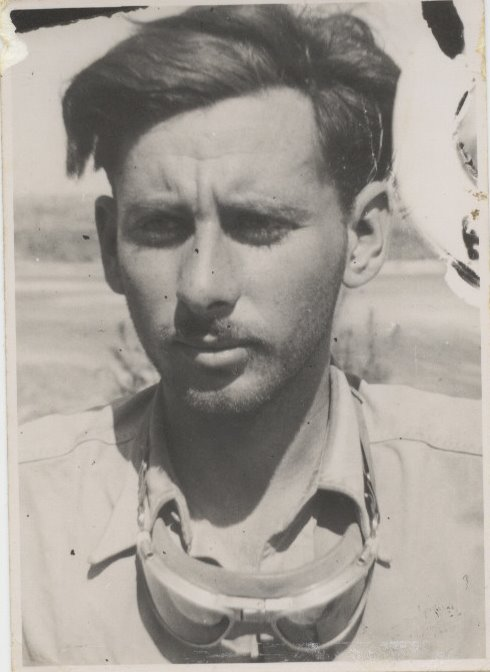
Uri Avnery (1948)

Von 1938 bis 1942 war er Mitglied der Irgun. Avnery trat nach eigenen Angaben der Untergrundorganisation bei, um für die Freiheit gegen die britische Mandatsmacht zu kämpfen, er verließ jedoch die Organisation aus Protest gegen ihre „anti-arabischen und reaktionären Ansichten und Terrormethoden“. Im Unabhängigkeitskrieg 1948 war Avnery Soldat der Israelischen Verteidigungsstreitkräfte. Er diente in der Einheit „Schu’alei Schimschon“ der Givʿati-Brigade und wurde schwer verwundet. 1949 veröffentlichte er sein Kriegstagebuch In den Feldern der Philister über die Geschehnisse während des Krieges.
Von 1950 bis 1990 war Uri Avnery Herausgeber und Chefredakteur des Nachrichtenmagazins haOlam haZeh („Diese Welt“ – im Unterschied zum Jenseits, der „kommenden Welt“).
Im Jahr 1952 schlug er einen Präventivkrieg gegen Ägypten vor, da er nach dem Sturz des Königs Faruq aus dem Land einen Krieg erwartete, sobald es sich stark genug fühle. Im Jahr 1957 unterstützte er die Idee eines Sturzes der Haschemitischen Monarchie in Jordanien mit der Aussicht, mit dessen absehbarem palästinensischem Nachfolgestaat eine Föderation einzugehen.
1965 und 1969 wurde er auf der Liste der gleichnamigen Partei haOlam haZeh in die Knesset gewählt. 1974 konnte die neue Kleinpartei Meri, auf deren Liste auch Avnery antrat, nicht genügend Stimmen für die Knesset gewinnen. 1975 wurde er durch ein Attentat mit einem Messer schwer verletzt. 1979 wurde Avnery für die Liste der Mehaney Smol LeYisrael (Linkes Lager Israels bzw. kurz Scheli als Akronym von Shalom LeYisrael – Frieden für Israel) wieder zum Knessetmitglied gewählt. 1981 trat Avnery nicht mehr zur Parlamentswahl an.
1982 besuchte Avnery als erster Israeli Jassir Arafat in Beirut und interviewte ihn. 1993 gründete Avnery mit Freunden die israelische Friedensinitiative Gusch Schalom.
Avnery setzte sich für die Trennung von Staat und Religion und gegen den orthodoxen Einfluss auf das religiöse und politische Leben in Israel ein. Er propagierte ein „Israel ohne Zionismus“, um den Staat von den seiner Meinung nach falschen Voraussetzungen der Vergangenheit zu befreien, die sich aus seiner Sicht erschwerend auf den Friedensprozess auswirkten.
Am 13. September 2003 begab er sich als „menschlicher Schutzschild“ zum belagerten palästinensischen Präsidentensitz in Ramallah. Mit ihm wollten 30 Friedensaktivisten, zu denen auch die Knesset-Mitglieder Issam Makhoul und Ahmad Tibi sowie der Meretz-Aktivist Latif Dori und der Historiker Teddy Katz gehörten, nach eigener Aussage die „Absichten von Premierminister Scharon durchkreuzen“. Sie schlossen nicht aus, dass die israelische Regierung Arafat töten wolle, und wollten dies verhindern.
Im März 2006 verglich Avnery in einem Radiointerview mit Kol Israel den Anschlag der Volksfront zur Befreiung Palästinas (PFLP) auf den rechtsextremen israelischen Politiker Rechaw’am Ze’ewi mit gezielten Tötungen militanter Palästinenser durch die Israelischen Streitkräfte (IDF), missbilligte im nächsten Satz aber zugleich alle derartigen Aktionen, egal ob von israelischer oder palästinensischer Seite. Gesendet wurde nur der Vergleich, nicht die Missbilligung. Am 20. März 2006 schlug daraufhin Baruch Marzel, Vorsitzender der rechtsextremen Splitterpartei Jüdische Nationale Front und deren Spitzenkandidat für die wenige Tage später stattfindende Knessetwahl, im israelischen Fernsehsender Kanal 10 die „gezielte Tötung“ Avnerys durch die IDF vor, da die israelischen Linksaktivisten manchmal Israels Interessen nicht weniger schädigen würden als „auswärtige Feinde des Landes“. Die deutsche Bundesregierung verurteilte den Aufruf „auf das Schärfste“. Rupert Neudeck und zahlreiche andere riefen zur Solidarität mit Avnery auf. Marzel nutzte die Agitation wenig, seine Partei scheiterte bei der Knessetwahl mit 0,79 % klar an der Zweiprozenthürde.
2009 sah Avnery Parallelen zwischen der Lage der Menschen im Gazastreifen während der Blockade Gazas durch die israelischen Streitkräfte und der Leningrader Bevölkerung während der Belagerung Leningrads durch die Wehrmacht.
2010 wurde Avnery nach einer Friedenskundgebung in Tel Aviv angegriffen, wo er die israelische Militäraktion gegen den Free-Gaza-Konvoi kritisiert hatte.
In der Kontroverse um das Gedicht Was gesagt werden muss nahm Avnery den Autor Günter Grass in Schutz. Es warf dessen Kritikern vor, darauf zu bestehen, dass Israel in Deutschland nicht kritisiert werden dürfe, und bezeichnete dies als antisemitisch.
Das  Nationalstaatsgesetz Israels von 2018 kritisierte er als „halbfaschistisch“. Im letzten Artikel, den Uri Avnery schrieb, heißt es am Schluss: „Wir sind in diesem Land nicht Bewohner auf Zeit und wir sind nicht jeden Augenblick bereit, uns unseren jüdischen Brüdern und Schwestern in anderen Ländern der Erde zuzugesellen. Wir gehören zu diesem Land und wir werden hier noch viele künftige Generationen leben. Deshalb müssen wir zu friedlichen Nachbarn in der Region werden, die ich schon vor 75 Jahren die ‚semitische Region‘ genannt habe. Das neue Nationen-Gesetz zeigt uns eben durch seine halbfaschistische Natur, wie dringlich diese Debatte ist. Wir müssen entscheiden, wer wir sind, was wir wollen und wohin wir gehören. Andernfalls ist unser Staat dazu verdammt, dauerhaft ein Staat der Zeitweiligkeit zu sein.“ (S. u. Letzte Artikel)
Avnery starb nach einem Schlaganfall mit 94 Jahren am 20. August 2018 in Tel Aviv. Zu seinem 100. Geburtstag veröffentlichte haGalil eine Würdigung seines Lebenswerkes.

## Kontroversen
Kritiker warfen Avnery vor, mit der Aktion am 13. September 2003 und mit vielen Äußerungen in Interviews und Presseerklärungen die Politik Arafats zu rechtfertigen. Auf eine Frage zur Ermordung sogenannter Kollaborateure in den Palästinensergebieten antwortete Avnery schon 2002:

„Natürlich gab es Morde an Kollaborateuren. Kollaborateure sind Verräter. […] Wer seine Kameraden an eine feindliche Besatzung ausliefert, ist nach den Spielregeln militärischer Verbände, zumal im Untergrund, ein Verräter und wird umgebracht. […] Ich war ein Terrorist, als ich ein junger Mann war. […] Auch wir haben unsere Kollaborateure umgebracht, die unsere Kameraden an die englische Kolonialregierung ausgeliefert haben.“

2002 gab Uri Avnery der neurechten Wochenzeitung Junge Freiheit (JF) ein Interview, in dem er dem Zentralrat der Juden in Deutschland vorwarf, er „scheine nur ein Propagandainstrument der Regierung Scharon zu sein“. Der taz sagte Avnery, „dass ihm die politische Ausrichtung der JF unbekannt sei. Er sei es gewohnt, allen Zeitungen Interviews zu geben.“ Zwei Jahre später wurde in der taz im Kontext eines Interviews der Jungen Freiheit mit Egon Bahr darauf hingewiesen, dass die JF „Autoren außerhalb des demokratischen Spektrums“ mit Avnery und anderen Gesprächspartnern aufwerte, die sie gern als Kronzeugen für Meinungspluralismus anführe.
Avnery sprach sich entschieden gegen die Boykottbewegung Boycott, Divestment and Sanctions aus, weil sie unrealistische Forderungen aufstelle, die nicht mit einem israelisch-palästinensischen Frieden vereinbar seien, und so vielmehr die Ultrarechten in Israel stärke.

## Auszeichnungen
- 1995: Erich-Maria-Remarque-Friedenspreis der Stadt Osnabrück
- 1997: Aachener Friedenspreis (zusammen mit Gusch Schalom)
- 1997: Bruno Kreisky Preis für Verdienste um die Menschenrechte
- 1997: Niedersachsenpreis für Publizistik
- 2001: Right Livelihood Award (zusammen mit seiner Frau Rachel Avnery)
- 2002: Carl-von-Ossietzky-Preis für Zeitgeschichte und Politik der Stadt Oldenburg
- 2003: Lew-Kopelew-Preis zusammen mit dem Palästinenser Sari Nusseibeh
- 2008: Carl-von-Ossietzky-Medaille des Berliner Vereins Internationale Liga für Menschenrechte Ury Avnery (Adi Winter & Yossi Bartal, stellvertretend für Anarchists Against the Wall)[19]
- 2010: Blue Planet Award der Stiftung Ethik & Ökonomie (Ethik & Ökonomie)
- 2015: Marler Medienpreis Menschenrechte (Ehrenpreis) von Amnesty International

## Veröffentlichungen
- 1945: Der Terrorismus, die Kinderkrankheit der Hebräischen Revolution. Broschüre, hebräisch.
- 1947: Krieg oder Frieden im Semitischen Raum. Broschüre, hebräisch.
- 1949: In den Feldern der Philister. Kriegstagebuch, hebräisch, spanisch, jiddisch, Bestseller, 12 Auflagen.
- 1950: Die Kehrseite der Medaille. Kriegserinnerungen, hebräisch (wurde wegen der Beschreibung von Gräueltaten boykottiert). 2005 wurden beide Bücher von 1949 und 1950 erstmals in gemeinsamer deutscher Ausgabe veröffentlicht: In den Feldern der Philister. Meine Erinnerungen aus dem Israelischen Unabhängigkeitskrieg. Diederichs, München, ISBN 978-3-7205-2574-9.[20]
- 1961: Das Hakenkreuz. Analyse des Aufstiegs des Nationalsozialismus in Deutschland. Zum Anlass des Eichmannprozesses, hebräisch.
- 1968: Israel ohne Zionisten. Geschichte des israelisch-arabischen Konfliktes. Plädoyer für eine arabisch-israelische Staatengemeinschaft. (englisch, hebräisch, deutsch, französisch, italienisch, dänisch, holländisch, spanisch) Deutsche Ausgabe: Bertelsmann, Spiegel-Serie, 239 Seiten.
- 1969: 1 gegen 119. Uri Avnerys Reden in der Knesset, redigiert von Amnon Zichroni, hebräisch.
- 1988: Mein Freund, der Feind. Persönliche Aussage über die Kontakte mit der PLO, englisch, hebräisch, französisch, deutsch, italienisch, deutsche Ausgabe: Dietz Verlag. Vorwort von Bruno Kreisky, 416 S., ISBN 3-8012-0130-9.
- 1991: Lenin wohnt hier nicht mehr, politischer Reisebericht über die ehemalige Sowjetunion, DDR, Polen, Ungarn und die Tschechoslowakei, mit Fotos von Rachel Avnery, hebräisch.
- 1991: Wir tragen das Nessosgewand, Israel nach dem Golfkrieg, deutsch, 126 Seiten, Dietz Verlag, Bonn, ISBN 3-8012-3040-6.
- 1995: Zwei Völker, Zwei Staaten, deutsch; Gespräche mit Uri Avnery; Vorwort von Rudolf Augstein, Palmyra Verlag, Heidelberg, 193 S., ISBN 3-930378-06-X.
- 1996: Die Jerusalem-Frage, 1996, deutsch; Uri Avnery und Azmi Bischara im Gespräch mit 11 israelischen und palästinensischen Persönlichkeiten, Palmyra Verlag, 311 S., ISBN 3-930378-07-8.
- 2001: Befreiungskampf in Palästina, mit Faisal Husseini und Helga Baumgarten, Promedia Verlag, 240 S., ISBN 978-3-85371-178-1.
- 2003: Ein Leben für den Frieden. Klartexte über Israel und Palästina. Broschiert, Palmyra Verlag, 298 S., ISBN 3-930378-50-7.
- 2006: Von Gaza nach Beirut. Israelisches Tagebuch, Kitab Verlag, Klagenfurt, Wien 2006, ISBN 978-3-902005-95-3.
- 2013: Israel im Arabischen Frühling. Betrachtungen zur gegenwärtigen politischen Situation im Orient. Essays vom Februar 2012 bis Aus dem Englisch übersetzt von Ingrid von Heiseler, Kitab, Klagenfurt / Wien 2013, ISBN 978-3-902878-19-9.
- 2014: Um uns tobt der Sturm: Wöchentliche Artikel Teil I: 29.12.12 bis 21.12.13 Aus dem Englischen von Ingrid von Heiseler. eBuch. Als pdf zugänglich: https://d-nb.info/1103498819/34.
- 2015: Die Wacht am Jordan: Wöchentliche Artikel Teil II: 28.12.13 bis 27.12.14 Aus dem Englischen von Ingrid von Heiseler. eBuch. Als pdf zugänglich: https://d-nb.info/1103499513/34.
- 2016: Israel und Palästina auf dem Wege zu einer Zweistaatenlösung? Betrachtungen zu einer notwendigen Lösung der Krise. Artikel 2015. Aus dem Englischen von Ingrid von Heiseler, Klagenfurt / Wien: Kitab ISBN 978-3-902878-70-0.
- 2017: Ja, es ist möglich: Artikel 2016. Aus dem Englischen von Ingrid von Heiseler. eBuch. Als pdf zugänglich: https://d-nb.info/1136275924/34.
- 2017: Und setzet ihr nicht das Leben ein. Texte zur Person: von und über Uri Avnery. Aus dem Englischen von Ingrid von Heiseler. [Wolfsburg:] Metagrapho. ISBN 978-1-9731-9960-1.
- 2018: Ein Neubeginn. Artikel 2017. Aus dem Englischen von Ingrid von Heiseler. Wolfsburg: Metagrapho ISBN 978-1-9768-2193-6.
- 2018: Letzte Artikel. Januar bis August 2018. Aus dem Englischen von Ingrid von Heiseler. Wolfsburg: Metagrapho ISBN 978-1-7199-8678-6.

## Film
- Personenbeschreibung: Uri Avnery – Ein Antizionist in Zion, 2. Dezember 1973, ZDF, 30 Min., Georg Stefan Troller
- Mein Freund – der Feind. Die Geschichte des Uri Avnery. 45 Min., Regie: Jürgen Hobrecht, Polis Film, 1994, in Koproduktion mit NDR[21]
- Uri Avnery – Warrior For Peace. Dokumentation, Israel, 75 Min., Regie: Yair Lev